# ふたりの美幸 麗人麗歌/人生賭けてます
『ふたりの美幸 麗人麗歌/人生賭けてます』（ふたりのみゆき れいじんれいか じんせいかけてます）は、1997年9月21日に発売された川中美幸のオリジナル・アルバムである。

## 解説
前半6曲は演歌、後半6曲は広瀬香美による提供楽曲およびカバー曲を収録。

## 収録曲
1. 麗人麗歌
2. 遣らずの雨
3. 北山しぐれ
4. 女 泣き砂 日本海
5. いとしい人へ
6. ちょうちんの花
7. 人生賭けてます
8. 南へ旅しませんか
9. 美幸のお願い数え唄
10. DEAR...again
11. 愛はバラード
12. 真冬の帰り道